# Wolfgang Suwelack
Wolfgang Suwelack (* 20. Oktober 1937) ist ein deutscher Unternehmer und Pionier der Gefriertrocknung von Lebensmitteln.

## Leben
Wolfgang Suwelack studierte Wirtschaftsingenieurwesen an der Technischen Universität München und der Technischen Universität Darmstadt. Dort wurde er 1957 Mitglied der katholischen Studentenverbindung K.D.St.V. Rheno-Franconia München im CV und der K.D.St.V. Nassovia Darmstadt im CV. Nach dem Studium trat er in das 1927 gegründete Familienunternehmen in Billerbeck ein, das mit der Dampfmolkerei Billerbeck 1884 von Josef Suwelack bereits einen unternehmerischen Vorgänger hatte. Wolfgang Suwelack wird mit 25 Jahren nach dem Tod des Vaters Otto Suwelack 1962 geschäftsführender Gesellschafter der Dr. Otto Suwelack KG. Unter seiner Führung wurde 1963 ein neuartiges Verfahren zur Gefriertrocknung erfunden und eingeführt, das die Haltbarkeit von Lebensmitteln revolutionierte. 2006 wurde das Unternehmen an Arend Oetker veräußert.
1997 gründete er die Dr. Suwelack Skin & Health Care AG, die u. a. Weltmarktführer bei der Behandlung von Verbrennungen aufgrund gefriergetrockneter Produkte ist. Mittels einer Kollagen-Elastin-Matrix (Matriderm) ist ein Wiederaufbau der Dermis nach Verbrennungen dritten Grades möglich. 2012 firmierte das Unternehmen in MedSkin Solutions Dr. Suwelack AG um.
Im Dezember 2003 gründete er die Wolfgang-Suwelack-Stiftung, die sich in erster Linie an Kinder und Jugendliche, Schüler und Studenten wendet, um Projekte und Initiativen in den Bereichen der Vergangenheitsaufarbeitung und Gedenkkultur sowie der Friedensarbeit und Menschenrechtserziehung zu fördern. Wolfgang Suwelack war von 1999 bis 2004 Präsident der International Fellowship of Motorcycling Rotarians, Chapter Austria Germany Switzerland (IFMR-AGS), seit 2005 deren Ehrenpräsident. Er engagiert sich zudem in der Initiative Schule – Wirtschaft Nordrhein-Westfalen.
Wolfgang Suwelack wurde 2009 mit dem Verdienstkreuz am Bande des Verdienstordens der Bundesrepublik Deutschland ausgezeichnet.